# علی از زبان علی
علی از زبان علی یا زندگانی امیرمومنان علی نام کتابی است که توسط سید جعفر شهیدی در زمینه حوادث و رخدادهای زندگی علی بن ابی‌طالب تألیف شده‌است. ترجمه عربی این کتاب تحت عنوان علی بلسان علی توسط انتشارات دارالهادی در بیروت (۲۰۰۱) منتشر شد.

## مقدمه
شهیدی در بخشی از مقدمه چنین می‌نویسد:
ماه‌ها و می‌توان گفت: سالهاست می‌خواهم قلم بردارم و صفحه‌هایی پیرامون زندگانی امیر مؤمنان (ع) بنگارم. هر بار که خود را آماده می‌کنم، ندایی از درونم می‌شنوم: «آهسته باش! چه گستاخی! می‌خواهی در این میدان پهناور درآیی و بضاعت اندک خود را بنمایی؟ نمی‌دانی مهتاب به گز پیمودن است و دریا را با مشت تهی نمودن. در میا! که عرصه سیمرغ نه جولانگه تو است.» از خود پوزش می‌خواهم و قلم را به یک سو می‌نهم. دیری نمی‌گذرد که دیگر بار شوق، عنان می‌گسلاند و بی‌خواستِ من مرا می‌راند، که آخر از مورچه و ران ملخ و پیشگاه سلیمان یاد گیر. مگر نمی‌دانی در آستانه بزرگان از هر کس به اندازه توان او چشم می‌دارند؟ «خدایا! چه باید کرد؟» سرانجام به خود گفتم درست است که پرداختن به چنین کار در توان تو نیست، اما به خود منگر که بضاعتت چیست، بنگر که سخن دربارهٔ کیست. او دستگیر ناتوانان است و یاور درماندگان. از لطف خدا و سخن شاه اولیا مدد خواه!
شاید آن سان که در نهج‌البلاغه به گفته خود عنایتش بود و در ترجمه یاریت نمود، لطف از تو دریغ ندارد و موفقت گرداند تا هدیه‌ای به دوستانش تقدیم کنی و بکوش آنچه که می‌توانی از فرموده‌های او به پارسی برگردانی و علی از زبان علی بشناسانی. این بار آماده گشتم و این صفحه‌ها را نوشتم…

## تجدید چاپ
این کتاب در سال ۱۳۹۸ توسط دفتر نشر فرهنگ اسلامی برای نوبت چهل و دوم و در تیراژ ۳۰۰۰ جلد منتشر شده‌است.